# 行悟法親王
行悟法親王（1377年—1406年3月2日），又號後圓滿院（宮），是日本南北朝時代及室町時代中期的南朝皇族和天台宗僧人，生父母是長慶天皇及西園寺公重女，近世以來的南朝系圖經常把他誤為後龜山天皇的皇子。他也是權僧正和第45世圓滿院門跡。

## 經歷
南北朝合一後，在明德三年（1392年）十二月16歲的他入室圓滿院，由定助僧正戒師負責落飾。應永五年（1398年）三月補任權僧正及一身阿闍梨，四月在千光眼寺由房淳權僧正為他傳法灌頂，後擔任園城寺長吏和四天王寺別黨等職務。應永十三年（1406年）二月十二戌時入寂，享年30歲（虛歲）。

## 相關項目
- 仙源抄 - 由長慶天皇注釋的《源氏物語》，行悟進行補注。

| 宗教頭銜          | 宗教頭銜                 | 宗教頭銜            |
| ----------------- | ------------------------ | ------------------- |
| 前任： 性覺法親王 | 圓滿院門跡 第45世 第48世 | 繼任： 行助入道親王 |
| 前任： 尊濟法親王 | 圓滿院門跡 第45世 第48世 | 繼任： 圓悟王       |